# Becample de collar
El becample de collar (Eurylaimus ochromalus) és una espècie d'ocell de la família dels eurilàimids (Eurylaimidae) que habita boscos de la Península Malaia, Sumatra, Borneo i altres petites illes de la zona.